# Malkinola
Malkinola là một chi nhện trong họ Linyphiidae.